# Otto Hartwig
Otto Peter Konrad Hartwig, född 16 november 1830 i Wichmannshausen vid Sontra i Hessen, död 22 december 1903 i Marburg, var en tysk historiker och bibliotekarie.
Hartwig studerade teologi och filologi i Marburg, Halle an der Saale och Göttingen. Han var från 1857 stipendiat i Marburg, intill han 1860 mottog kallelse som präst vid den tyska evangeliska församlingen i Messina, där han stannade till 1865.
Under vistelsen i Italien, som Hartwig även senare ofta besökte i vetenskapliga syften, började han studera Italiens historia och litteratur och utförde grundliga arkivaliska undersökningar; som resultat av dessa utgav han bland annat Das Stadtrecht von Messina (1867) och Quellen und Forschungen zur ältesten Geschichte der Stadt Florenz (två band, 1875–80). Ett mer populärt verk är Aus Sicilien, Kultur- und Geschichtsbilder (två band, 1867–69).
En i Italien ådragen ögonsjukdom tvingade Hartwig att upphöra med det arkivaliska arbetet, varefter han återvände till Tyskland som underbibliotekarie vid universitetsbiblioteket i Marburg 1867; härifrån befordrades han 1876 till överbibliotekarie i Halle, där han verkade till april 1898.
Hartwig planlade bland annat 1878–80 den store nybyggnaden för biblioteket i Halle efter det moderna magasinssystemet och genomförde samtidigt en fullständig omkatalogisering av hela biblioteket efter ett nytt system, Schema des Real-Katalogs der königlichen Universitätsbibliothek zu Halle an der Saale (1888).
Hartwig var en av de ledande krafterna i den tyska biblioteksvärlden; särskild förtjänst av biblioteksväsendets utveckling inlade han genom att 1884 grundlägga och senare redigera den ledande tyska bibliotekstidskriften "Centralblatt für Bibliothekswesen". Hans memoarer utkom 1906 under titeln Aus dem Leben eines deutschen Bibliothekars.